# Annika Becková
Annika Becková, nepřechýleně Annika Beck (* 16. února 1994 Gießen) je bývalá německá profesionální tenistka. Ve své kariéře na okruhu WTA Tour vyhrála dva singlové a jeden deblový turnaj. V rámci okruhu ITF získala sedm titulů ve dvouhře.
Na žebříčku WTA byla ve dvouhře nejvýše klasifikována v červenci 2016 na 37. místě a ve čtyřhře pak v témže měsíci na 84. místě. Trénuje ji Robert Orlik.
Na French Open 2012 zvítězila v soutěži juniorské dvouhry, když ve finále porazila Slovenku Annu Schmiedlovou.
V německém fedcupovém týmu debutovala v roce 2013 únorovým utkáním 2. světové skupiny proti Francii, v němž po boku Anny-Leny Grönefeldové prohrály čtyřhru s párem Alizé Cornetová a Kristina Mladenovicová. Do listopadu 2014 v soutěži nastoupila k jednomu mezistátním utkáním s bilancí 0–0 ve dvouhře a 0–1 ve čtyřhře.

## Soukromý život
Narodila se roku 1994 v německém Gießenu do rodiny Johannese a Petry Beckových, kteří vyučují chemii na univerzitě v Bonnu. Bonnské dívčí gymnázium Erzbischöfliche Liebfrauenschule zakončila v roce 2011 maturitní zkouškou.

## Tenisová kariéra
Premiérové finále na okruhu WTA si zahrála v hale na říjnovém BGL Luxembourg Open 2013 v Lucemburku. Ve finále ji porazila bývalá dánská světová jednička Caroline Wozniacká po setech 2–6 a 2–6.
O rok později dobyla první kariérní titul WTA, když v rozhodujícím zápase stejné události BGL Luxembourg Open 2014 deklasovala Češku Barboru Záhlavovou-Strýcovou 6–2 a 6–1. Stejným poměrem odešla o týden dříve jako poražená finalistka z finále čtyřhry Generali Ladies Linz 2014, kde v páru s Caroline Garciaovovou nenašly recept na vítězky Ralucu Olaruovou a Annu Tatišviliovou.
Druhý kariérní triumf si připsala v září 2015 v kanadském Québecu, kde ve finálovém utkání porazila lotyšskou tenistku Jeļenu Ostapenkovou poměrem 6–2 a 6–2. V cestě za trofejí vyřadila i dvě Češky: Lucii Hradeckou a Andreu Hlaváčkovou.
V říjnu 2018 oznámila konec sportovní kariéry.

## Finálové účasti na turnajích WTA Tour
| Legenda                           |
| --------------------------------- |
| D – dvouhra; Č – čtyřhra          |
| Grand Slam (0)                    |
| WTA Tour Championships (0)        |
| Premier Mandatory & Premier 5 (0) |
| Premier (0)                       |
| International (2–2 D; 1–2 Č)      |

### Dvouhra: 4 (2–2)
| Stav       | Č. | Datum          | Turnaj                  | Povrch      | Soupeřka ve finále         | Výsledek      |
| ---------- | -- | -------------- | ----------------------- | ----------- | -------------------------- | ------------- |
| Finalistka | 1. | 14. října 2013 | Lucemburk, Lucembursko  | tvrdý (h)   | Caroline Wozniacká         | 2–6, 2–6      |
| Vítězka    | 1. | 13. října 2014 | Lucemburk, Lucembursko  | tvrdý (h)   | Barbora Záhlavová-Strýcová | 6–2, 6–1      |
| Finalistka | 2. | 1. srpna 2015  | Florianópolis, Brazílie | antuka      | Teliana Pereirová          | 4–6, 6–4, 1–6 |
| Vítězka    | 2. | 20. září 2015  | Québec, Kanada          | koberec (h) | Jeļena Ostapenková         | 6–2, 6–2      |

### Čtyřhra: 3 (1–2)
| Stav       | Č. | Datum             | Turnaj                  | Povrch    | Spoluhráčka        | Soupeřky ve finále                 | Výsledek         |
| ---------- | -- | ----------------- | ----------------------- | --------- | ------------------ | ---------------------------------- | ---------------- |
| Finalistka | 1. | 6. října 2014     | Linec, Rakousko         | tvrdý (h) | Caroline Garciaová | Raluca Olaruová Anna Tatišviliová  | 2–6, 1–6         |
| Vítězka    | 1. | 31. července 2015 | Florianópolis, Brazílie | antuka    | Laura Siegemundová | María Irigoyenová Paula Kaniová    | 6–3, 7–6(7–1)    |
| Finalistka | 2. | 17. července 2016 | Gstaad, Švýcarsko       | antuka    | Jevgenija Rodinová | Lara Arruabarrenová Xenia Knollová | 1–6, 6–3, [8–10] |

## Finálové účasti na turnajích okruhu ITF
| $100,000 tournaments |
| $75,000 tournaments  |
| $50,000 tournaments  |
| $25,000 tournaments  |
| $10,000 tournaments  |

### Dvouhra: 10 (7–3)
| Stav       | Č. | Datum              | Turnaj         | Povrch      | Soupeřka ve finále     | Výsledek           |
| ---------- | -- | ------------------ | -------------- | ----------- | ---------------------- | ------------------ |
| Finalistka | 1. | 16. listopadu 2009 | Équeurdreville | tvrdý (h)   | Constance Sibilleová   | 4–6, 2–6           |
| Vítězka    | 1. | 25. ledna 2010     | Kaarst         | tvrdý (h)   | Audrey Bergotová       | 6–2, 7–5           |
| Finalistka | 2. | 30. ledna 2012     | Sunderland     | tvrdý (h)   | Sarah Gronertová       | 6–3, 2–6, 3–6      |
| Vítězka    | 2. | 20. února 2012     | Moskva         | tvrdý (h)   | Kirsten Flipkensová    | 6–1, 7–5           |
| Finalistka | 3. | 19. března 2012    | Bath           | tvrdý (h)   | Kiki Bertensová        | 4–6, 6–3, 3–6      |
| Vítězka    | 3. | 2. července 2012   | Versmold       | antuka      | Anastasija Sevastovová | 6–3, 6–1           |
| Vítězka    | 4. | 6. srpna 2012      | Koksijde       | antuka      | Bibiane Schoofsová     | 6–1, 6–1           |
| Vítězka    | 5. | 17. září 2012      | Shrewsbury     | tvrdý (h)   | Stefanie Vögeleová     | 6–2, 6–4           |
| Vítězka    | 6. | 22. října 2012     | Ismaning       | koberec (h) | Eva Birnerová          | 6–3, 7–6(10–8)     |
| Vítězka    | 7. | 29. října 2012     | Barnstaple     | tvrdý (h)   | Eleni Daniilidou       | 6–7(1–7), 6–2, 6–2 |

## Finále na juniorském Grand Slamu

### Dvouhra: 1 (1–0)
| Stav    | Rok  | Turnaj      | Povrch | Finalistka                | Výsledek      |
| ------- | ---- | ----------- | ------ | ------------------------- | ------------- |
| Vítězka | 2012 | French Open | antuka | Anna Karolína Schmiedlová | 3–6, 7–5, 6–3 |